# گنجشک کردفان
گنجشک کردفان (نام علمی: Passer cordofanicus) نام یک گونه از سرده گنجشک‌های راستین است.